# تسیشا
تسیشا (به لاتین: Tsysha) یک منطقهٔ مسکونی در روسیه است که در شهرستان کولینسکی واقع شده‌است.